# Formica obtecta
Formica obtecta är en myrart som beskrevs av Oswald Heer 1850. Formica obtecta ingår i släktet Formica och familjen myror. Inga underarter finns listade i Catalogue of Life.